# Finlayson
Finlayson és una població dels Estats Units a l'estat de Minnesota. Segons el cens del 2000 tenia 314 habitants.

## Demografia
Segons el cens del 2000, Finlayson tenia 314 habitants, 132 habitatges, i 76 famílies. La densitat de població era de 44,1 habitants per km².
Dels 132 habitatges en un 27,3% hi vivien nens de menys de 18 anys, en un 45,5% hi vivien parelles casades, en un 10,6% dones solteres, i en un 42,4% no eren unitats familiars. En el 40,2% dels habitatges hi vivien persones soles el 18,9% de les quals corresponia a persones de 65 anys o més que vivien soles. El nombre mitjà de persones vivint en cada habitatge era de 2,38 i el nombre mitjà de persones que vivien en cada família era de 3,2.
Per edats la població es repartia de la següent manera: un 28% tenia menys de 18 anys, un 6,4% entre 18 i 24, un 30,6% entre 25 i 44, un 21% de 45 a 60 i un 14% 65 anys o més.
L'edat mediana era de 37 anys. Per cada 100 dones de 18 o més anys hi havia 89,9 homes.
La renda mediana per habitatge era de 36.250 $ i la renda mediana per família de 46.875 $. Els homes tenien una renda mediana de 35.313 $ mentre que les dones 31.250 $. La renda per capita de la població era de 16.818 $. Entorn del 3,4% de les famílies i el 8,2% de la població estaven per davall del llindar de pobresa.

## Poblacions més properes
El següent diagrama mostra les poblacions més properes.